# Hey Dude
Hey Dude fue una serie estadounidense de comedia infantil que salió al aire en 1989 hasta 1991. El show fue transmitido por el canal de cable Nickelodeon que terminó sus transmisiones en 1991, y ahora se repite por TeenNick desde 2011. Hey Dude fue la segunda serie de imagen real de Nickelodeon, luego de la serie de 1984, Out of Control.
La serie se encuentra en la ficticia "Bar None Dude Ranch", cerca de la ciudad de Tucson, Arizona. Se retrata la vida del dueño del rancho, su hija, un peón femenina, y cuatro empleados adolescentes de verano. Hey Dude era una comedia dirigida a un público adolescente.
La serie completa salió a la venta en DVD. Solo las primeras cuatro temporadas están en iTunes.

## Sinopsis
Ben Ernst es un hombre divorciado, de buen carácter, un padre poco torpe de Nueva Jersey, con gafas, una constitución delgada, y un retroceso de cabello. Compró el "Bar None Dude Ranch"  en busca de un trabajo de alta presión como contador de Nueva York. Su hijo, Buddy, estaba descontento con el cambio de la configuración regional, principalmente porque no podía andar en patineta en la arena del desierto. Él tenía un perro llamado Cassie. Presentando a principios de la serie, Cassie desapareció después de la primera temporada.
El personal se componía de dos niños y dos niñas. Los chicos eran Ted, un alborotador emprendedor, y Danny, un Hopi Indian Native-American fácil de llevar. Las chicas estaban compuestas por una chica de al lado llamada Melody y una rica chica llamada Brad, de Grosse Pointe, Míchigan, que a menudo llevaba trajes de diseño elegante en el trabajo, pero era un caballo-jinete muy competente. Su relación de amor-odio con Ted era un hilo argumental en la primera mitad de la serie.
Ted dejó el programa por un tiempo y fue reemplazado por Ernst el sobrino de Jake, un holgazán excéntrico que le gusta tocar la batería. No mucho después, Kyle, un tipo vaquero oscuro, pero guapo, se unió al elenco. Pronto después de eso, Ted regresó de la escuela de verano, y él y Kyle se convirtió en rivales románticos para Brad.
Sólo otro adulto destacado en la serie era Lucy, una peón autoritaria dura. Ella era a veces vista como una figura materna y los adolescentes a menudo le pedían consejos.

## Producción
Hey Dude fue filmado en locaciones en el Tanque Verde Guest Ranch, cerca de Tucson, Arizona, y otras partes en Hollywood. El show fue producido por CineTel Films. El casting comenzó en 1988 con audiciones locales celebradas en Tucson.
Mientras que la mayoría de la serie fue filmada técnicamente en la propiedad del Tanque Verde Guest Ranch, el "rancho" familiar que era conocido por los espectadores de Nickelodeon fue en realidad construida desde cero, más o menos una milla de distancia de las principales zonas públicas. Esto se hizo para que los huéspedes del rancho no sean molestado por la producción y puedan crean edificios con un aspecto más "occidental", que no fue ofrecido por el relativamente moderno y lujoso en Tanque Verde. La casa principal, los niños / niñas dormían en literas, Lodge Guest (que duplicó vestuarios como emitidos) y la estabilidad fueron construidas específicamente para la producción. Después del espectáculo envuelto en una producción física, los edificios fueron abandonados y varios siguen en pie hasta nuestros días, aunque en una gran parte, se encuentra en mal estado. La excepción a esto, sin embargo, es la piscina que se utiliza con frecuencia en el programa, que en realidad es la piscina principal para el Tanque Verde Guest Ranch y todavía está en el uso de los clientes. El conjunto se encuentra en las coordenadas: 32 ° 14'26 "N 110 ° 41'23" W, a unos quince kilómetros y medio de Tucson, Arizona.

## Elenco
- David Brisbin como Mr. Benjamin Ernst, el cuidador del rancho.
- Kelly Brown como Bradley "Brad" Taylor, la vecina del rancho que viene desde Grosse Pointe, Míchigan con su familia.
- Debra Kalman como Lucy, peón del rancho.
- David Lascher como Ted McGriff, personal de mantenimiento del rancho.
- Christine Taylor como Melody Hanson, intructora de baile que viene desde Allentown, Pennsylvania.
- Joe Torres como Danny Lightfoot, un Hopi del nativo americano que fue expulsado después de una audición en Tucson para el papel.[1]
- Geoffrey Coy como Kyle Chandler, exnovia del hijo de Lucy.
- Jonathan Galkin como Jake Decker, sobrino de Mr. Ernst que viene desde Los Ángeles.
- Josh Tygiel como Benjamin "Buddy" Ernst, Jr., hijo de Mr. Ernst. Él fue uno de los 120 muchachos que audicionaron en Tucson.

David Lascher y Joe Torres fueron nominados para un Young Artist Award en 1991 en la categoría "Mejor Variedad de Juventud" por su papel en Hey Dude.

## Episodios
| Temporada | Temporada | Episodios | Estreno Original        | Estreno Original        |
| Temporada | Temporada | Episodios | Inicio de temporada     | Final de temporada      |
| --------- | --------- | --------- | ----------------------- | ----------------------- |
|           | 1         | 13        | 14 de julio de 1989     | 6 de octubre de 1989    |
|           | 2         | 13        | 13 de octubre de 1989   | 26 de enero de 1990     |
|           | 3         | 13        | 6 de abril de 1990      | 29 de junio de 1990     |
|           | 4         | 13        | 7 de septiembre de 1990 | 14 de diciembre de 1990 |
|           | 5         | 13        | 6 de junio de 1991      | 30 de agosto de 1991    |

## Disponibilidad
La primera temporada de Hey Dude llegó a estar disponible para su descarga en la tienda iTunes el 29 de julio de 2008. La segunda temporada de Hey Dude llegó a estar disponible para su descarga en la tienda iTunes en agosto de 2010. La tercera temporada de Hey Dude llegó a estar disponible para su descarga en la tienda iTunes el 29 de noviembre de 2011 (que contiene sólo 12 de los 13 episodios).
El 11 de abril de 2011, se anunció que Shout! Factory había adquirido los derechos de la serie. Posteriormente se han publicado las primeras cuatro temporadas en DVD en la región 1. La cuarta temporada fue lanzada en DVD como "Shout!: Seleccione un título", disponible exclusivamente a través del sitio Shout Factory y seleccinar los episodios comprados en Amazon. La quinta y última temporada se estrenó el 16 de julio de 2013, como Shout! Seleccione un título.